# Thymus artvinicus
{{#ifeq:0|0|{{#if:|{{#if:Thymusartvinicus|[[]}}|}}}}
Thymus artvinicus — вид рослин родини глухокропивові (Lamiaceae), ендемік Туреччини.

## Поширення
Поширення: азійська Туреччина.